# Kuszan állomás
Kuszan (Gusan) állomás a szöuli metró 6-os vonalának állomása, mely Unphjong-ku (Eunpyeong-gu) kerületben található. Az egyirányú Ungam (Eungam)-hurok egyik állomása.

## Viszonylatok
| 6-os vonal                                | 6-os vonal                                  | 6-os vonal                         |
| ----------------------------------------- | ------------------------------------------- | ---------------------------------- |
| Jonsinne (Yeonsinnae) Ungam (Eungam) felé | Ungam (Eungam) hurok egyirányú közlekedés → | Ungam (Eungam) Sinne (Sinnae) felé |